# Diecezja Urdaneta
Diecezja Urdaneta, diecezja rzymskokatolicka na Filipinach. Powstała w 1985 z terenu archidiecezji Lingayen–Dagupan.

## Lista biskupów
- Pedro G. Magugat (1985–1990)
- Jesús Castro Galang (1991–2004)
- Jacinto Jose (od 2005)